# Киванч Татлитуг
Киванч Татлитуг (тур. Kıvanç Tatlıtuğ; Адана, 27. октобар 1983) турски је глумац, манекен и бивши кошаркаш.  Један је од најплаћенијих глумаца у Турској и освојио је многе награде, укључујући три награде Златни лептир. Истакао се улогом у серији Забрањено воће (2008—2010). Убраја се у водеће турске глумце са улогама у неколико веома успешних телевизијских серија, које укључују Љубав и освета (2007—2008), Север Југ (2011—2013) и Љубав из освете (2016—2017).

## Детињство, младост и породица
Рођен је 27. октобра 1983. године у Адани. Родитељи су му Ердем и Нуртен Татлитуг и има 4 браће и сестара по именима Мелиса, Џем, Ипек и Тугај. Његов деда по оцу је пореклом Албанац из Приштине, а баба Бошњакиња из Сарајева. Његова породица има пекарски посао у граду више од сто година. Похађао је приватну гимназију, где се одлично бавио кошарком. Породица се због очеве болести преселила у Истанбул како би његов отац могао да се лечи. У Истанбулу се придружио клубовима Бешикташ, Фенербахче, Улкерспор итд. као професионални кошаркаш. Због ишчашења ноге, напустио је кошарку. Након што је изгубио прилику да развије каријеру спортисте, мајка га је уписала на кастинг за манекенство. Са 17 година започео је узлазну каријеру као модел који ће га касније довести да живи и ради у Паризу. Крајем 2004. године, док је живео у Француској, из Турске су га позвали да глуми у првој телевизијској серији која је била као прва турска серија продата на Блиском истоку и била је феномен публике. Годинама касније, постао је професионални глумац и освајао награде за глуму. Дипломирао је на Универзитету у Истанбулу 2013. године. 2013. године започео је везу са стилисткињом и модном динејзерком Башак Дизер која ради у компанији Ај Јапим где облачи Киванча у серијама, а оженио се њоме 19. фебруара 2016. у турској амбасади у Паризу.

## Каријера
Започео је глумачку каријеру у серији Гумуш глумећи Мехмета Шадоглуа. Глумио је у комедији Американци на Црном мору у режији Картала Тибета. Глумио је и у другим серијама, попут Љубав и освета, у којој је играо заједно са Седеф Авџи.У серији Забрањено воће, Киванч је главну улогу поделио са незаборавном партнерком Берен Сат. Дао је глас Кену за турску сихронизовану верзију Прича о играчкама 3.
Преокрет у каријери му је био када је глумио криминалног Секиза у Езелу што је имао тешку и захтевну улогу. Од 2011. године представљао је Кузеја Текиноглуа у драмској серији Север Југ, која је завршена у јуну 2013. године. За глуму у Забрањено воће и Север Југ освојио је две награде Златни лептир за најбољег глумца у главној улози. Татлитуг је глумио песника у драмском филму. Киванч Татлитуг је освојио награду за најбољег глумца за главну улогу и друге награде. Глумио је у ТВ серији Прогнани — Сејит и Шура са Фарах Зејнеп Абдулах 2014. године и Љубав из освете са Тубом Бујукустун од 2016. до 2017. као Џесур Алемдароглу.

## Филмографија

### Филм
| Година | Назив                                               | Улога        | Белешке      |
| ------ | --------------------------------------------------- | ------------ | ------------ |
| 2007   | Американци на Црном мору                            | Музафер      | Главна улога |
| 2010   | Прича о играчкама 3 (Турска синхронизована верзија) | Кен          | Давање гласа |
| 2013   | Сан лептира                                         | Музафер Услу | Главна улога |
| 2023   | Последњи позив за Истанбул                          | Мехмет       | Главна улога |

### Телевизија
| Година    | Назив                   | Улога                                 | Белешке          |
| --------- | ----------------------- | ------------------------------------- | ---------------- |
| 2005–2007 | Гумуш                   | Мехмет Шадоглу                        | Главна улога     |
| 2007–2008 | Љубав и освета          | Халил Туглук                          | Главна улога     |
| 2008–2010 | Забрањено воће          | Бехлул Хазнедар                       | Главна улога     |
| 2010      | Езел                    | Секиз Рамиз                           | Неколико епизода |
| 2011–2013 | Север Југ               | Кузеј Текиноглу                       | Главна улога     |
| 2014      | Прогнани — Сејит и Шура | Курт Сејит                            | Главна улога     |
| 2016–2017 | Љубав из освете         | Џесур Алемдароглу Џесур Карахасаноглу | Главна улога     |
| 2018–2019 | Судар                   | Кадир Адали                           | Главна улога     |